# دهستان ساحلی
ساحلی، دهستانی است از توابع بخش مرکزی شهرستان بابلسر در استان مازندران ایران.

## جمعیت
براساس سرشماری سال ۱۳۸۵جمعیت آن ۷۶۹۵ نفر (۲۰۸۲ خانوار) بوده‌است.